# لومني
اللومني (الاسم العلمي:Lumnitzera) هو جنس نباتي يتبع الفصيلة القمبريطية من رتبة الآسيات.

## من أنواعه
يضم هذا الجنس نوعين فقط هما:
- لومني شاطئية (باللاتينية:  Lumnitzera littorea)
- لومني عنقودية (باللاتينية:  Lumnitzera racemosa)